# Кинан, Филипп Чайлдс
Филип Чайлдс Кинан (англ. Philip Childs Keenan, 31 марта 1908, Белвью, Пенсильвания — 20 апреля 2000, Коламбус, Огайо) — американский астроном.
Специалист в области спектроскопии звёзд. В 1932 году получил степень доктора философии по астрономии в Чикагском университете, после чего преподавал там до 1942 года (с перерывом в 1935/36 году). Работал в Йеркской обсерватории. В начале 1940-х годов совместно с Уильямом Морганом и Эдит Келлман разработал систему спектральной классификации звёзд (система MKK), усовершенствованный вариант которой был опубликован Морганом и Кинаном в 1973 году (система MK). Система MKK отображает зависимость вида спектра от светимости и в варианте MK используется астрономами и в начале XXI века.
Во время сотрудничества Кинана и Моргана первый сосредоточил свои исследования на звёздах более холодных, чем Солнце, в то время как Морган — на более горячих.
В 1946—1976 годах преподавал астрономию в Университете штата Огайо, с 1976 года — профессор-эмерит.

## Память
В честь учёного назван астероид 10030 Philkeenan.